# 장 드골
장 드골(프랑스어: Jean de Gaulle, 1953년 6월 13일 ~ )은 프랑스의 정치인이다.
그는 필리프 드골과 헨리에테 드 몽탈랑베르의 아들이자 샤를 드골의 손자이다. 그는 1989년 3월 24일부터 1995년 6월 18일까지 네네자이의 시장이었다.
1986년부터 2007년 프랑스 입법 선거까지 국회의원이었다. 2006년 12월 21일에는 2020년 12월까지 프랑스 감사원(Cour des Comptes)의 외부 고문으로 임명되었다. 2019년 2월부터 2021년 9월까지 마르케스 금융대학(AMF)의 회원으로 임명되었다.